# Buddy Whittington
Buddy Whittington, född 28 december 1956 i Fort Worth, Texas, är en amerikansk gitarrist och sångare som har samarbetat med bland annat John Mayall som medlem i hans band John Mayall & the Bluesbreakers från 1993 och fram till 2008. Han har även samarbetat med gode vännen Gary Moore då och då under senare år. 

## Biografi
Buddy Whittington fick ett erbjudande från John Mayall att gå med i The Bluesbreakers 1993. Hans första självbetitlade solo CD gavs ut 2007.

## Diskografi (urval)
Album med Buddy Whittington Band
- 2007 – Buddy Whittington
- 2010 – Bag Full Of Blues
- 2011 – Six String Svengali

Album med John Mayall & the Bluesbreakers
- 1995 – Spinning Coin
- 1997 – Blues for the Lost Days
- 1999 – Padlock on the Blues
- 2001 – Along for The Ride
- 2002 – Stories
- 2003 – 70th Birthday Concert
- 2005 – Road Dogs
- 2007 – In the Palace of the King

Album med Dr. Wu and Friends
- 2007 – Texas Blues Project, Vol. 1
- 2010 – Texas Blues Project, Vol. 2
- 2011 – Texas Blues Project, Vol. 3 (An Evening With Dr. Wu and Friends - Live From Texas)
- 2013 – Texas Blues Project, Vol. 4
- 2017 – Texas Blues Project, Vol. 5

Annat
- 1980 – Texas Boogie Blues (med Ray Sharpe)

## Medverkande
Buddy Whittington Band:
- Buddy Whittington – sång, gitarr
- Michael "Mouse" Mayes – gitarr
- Wayne Six – basgitarr
- Mike Gage – trummor